# Fernando Santana
 Fernando Massiel Santana Santillán es un jugador de fútbol, nacido en Temascalapa, Estado de México, México el 17 de mayo de 1986, juega en la posición de Mediocampista en el Club Zacatepec del Ascenso MX.
Debutó el 14 de octubre de 2007 en un Pumas 3-0 Tigres sustituyendo a Leandro Augusto en el minuto 77.

## Clubes
| Club                        | País   | Año             |
| --------------------------- | ------ | --------------- |
| Pumas UNAM                  | México | 2007-2008       |
| Pumas Morelos               | México | 2008-2011       |
| Club Tijuana                | México | 2011            |
| Pumas Morelos               | México | 2012            |
| Pumas UNAM                  | México | 2012            |
| Reboceros de La Piedad      | México | 2013            |
| Tiburones Rojos de Veracruz | México | 2013            |
| Club Zacatepec              | México | 2014 - Presente |